# Urve Palo
Urve Palo (ur. 10 lipca 1972 w Haapsalu) – estońska polityk i menedżer, posłanka do Riigikogu, minister w kilku rządach.

## Życiorys
Ukończyła w 1991 szkołę średnią w miejscowości Värska, a w 1994 studia z zakresu marketingu na wydziale ekonomicznym Uniwersytetu w Tartu. Została także absolwentką Estonian Business School. Od 1993 pracowała w przedsiębiorstwie Saint-Gobain Ehitustooted Eesti AS, zaczynając w księgowości, a w 1999 obejmując stanowisko prezesa tej firmy. Od kwietnia 2007 do maja 2009 z rekomendacji Partii Socjaldemokratycznej zajmowała stanowisko ministra ds. narodowościowych w rządzie Andrusa Ansipa. W 2010 wystąpiła w programie Tantsud tähtedega, estońskiej wersji formatu Dancing with the Stars.
W 2011 została wybrana na posłankę XII kadencji. W powołanym w marcu 2014 rządzie Taaviego Rõivasa objęła urząd ministra gospodarki i infrastruktury.
W 2015 ponownie wybrana do parlamentu, W kwietniu tegoż roku zaprzysiężono ją na urzędzie ministra przedsiębiorczości w drugim gabinecie dotychczasowego premiera. We wrześniu 2015 zastąpiła ją na tym stanowisku Liisa Oviir. Na urząd ministra przedsiębiorczości powróciła w listopadzie 2016 w nowo utworzonym rządzie Jüriego Ratasa. W lipcu 2018 zrezygnowała z członkostwa w partii oraz z funkcji ministra, z rządu odeszła w kolejnym miesiącu.
W 2023 powróciła do działalności politycznej, dołączając do partii Isamaa.

## Odznaczenia
- Order Narodowy Zasługi IV klasy (Francja, 2011)[10]